# Dipboye Cirque
Der Dipboye Cirque ist ein Bergkessel im ostantarktischen Viktorialand. Er liegt auf der Südseite der Olympus Range zwischen dem Apollo Peak und Mount Electra. Nach Süden öffnet er sich zum Labyrinth.
Das Advisory Committee on Antarctic Names benannte ihn 2004 nach Richard L. Dipboye, Hubschrauberpilot im United States Antarctic Program in acht aufeinanderfolgenden Kampagnen zwischen 1996 und 1997.